# Бейтс, Дэйзи
Дэ́йзи Ли Ге́тсон Бейтс (англ. Daisy Lee Gatson Bates; 11 ноября 1914, Хаттиг, Арканзас — 4 ноября 1999, Литл-Рок Арканзас) — борец за гражданские права в США, журналистка, автор и издатель. Сыграла ведущую роль в Литл-Рокском кризисе 1957 года, послужившем началом десегрегации американских школ.

## Биография
Дэйзи родилась в небольшом городке Хаттиге, штат Арканзас, большинство населения которого работало на лесопилке — единственном крупном городском предприятии. Вспоминая о своём детстве, Бейтс пишет: «Я знала, что чернокожая, но до конца так и не понимала, что это значит, до тех пор, пока мне не исполнилось семь лет». Как раз в этом возрасте, когда Дэйзи отправилась в магазин по просьбе матери, её грубо оскорбил мясник: «Черномазым положено ждать, пока обслуживают белых. А теперь бери своё мясо и убирайся», — крикнул он.
Этот случай оказал сильное впечатление на юную Дэйзи, но её ненависть к дискриминации превратилась в ужас, когда она узнала, что родители, которые воспитывали её всю жизнь, на самом деле были друзьями её настоящих родителей. Её настоящая мать была убита, когда попыталась дать отпор трём белым насильникам. Они так никогда и не предстали перед судом, а настоящий отец Дэйзи вскоре покинул город.
В 15 лет девушка привлекла внимание Л. С. Бейтса, совмещавшего страховую деятельность с работой в газетах. Позднее, в 1942 году, они поженились, поселившись в Литл-Роке. Несмотря на стабильный заработок, Бейтс принял решение оставить страховой бизнес и создать собственную газету. Бейтсы взяли в аренду принадлежавшую церкви типографию и 9 мая 1941 года выпустили первый номер Arkansas State Press. Газета стала рупором поборников гражданских прав ещё до появления национально признанного движения.
В 1952 Бейтс была избрана президентом арканзасской конференции Национальной ассоциации содействия прогрессу цветного населения.

### Литл-Рокский кризис
Бейтс и её муж сыграли важную роль в Литл-Рокском кризисе 1957 года. В издававшейся Бейтсами газете публиковались материалы о многочисленных нарушениях решения Верховного суда США о десегрегации.
Дэйзи Бейтс помогала чернокожим ученикам, известным также как «Девятка из Литл-Рока», поступить в городскую Центральную среднюю школу, ранее обучавшую только белых. Попытки учеников войти в школу натолкнулись на конфронтацию с , в 1988 году получившую Национальную книжную премию.

### Дальнейшая деятельность
Впоследствии Бейтс переехала в Вашингтон, где работала в Национальном комитете Демократической партии США. Позднее она перешла на работу в администрацию президента Линдона Бейнса Джонсона, где занималась программами борьбы с бедностью. В 1965 году у неё случился инсульт и она вернулась в Литл-Рок.
В 1968 году Д. Бейтс переселилась в деревенское чернокожее сообщество в округе Дэша, штат Арканзас, где сосредоточилась на общественно-полезной деятельности. Там она создала программу взаимопомощи, благодаря которой была внедрена новая система канализации и водоснабжения, замощены улицы и построен центр сообщества.
После смерти мужа в 1980 году Бейтс возобновила издание Arkansas State Press .
Дэйзи Бейтс умерла 4 ноября 1999 года в Литл-Роке.
Городские власти Литл-Рока увековечили её память, открыв названную в её честь начальную школу.
Каждый третий понедельник февраля празднуется в Арканзасе как День рождения Джорджа Вашингтона и день Дэйзи Гэтсон Бейтс. Этот день в штате является официальным выходным днём.